# Shenk a Hildebrandt (1972)
Shenk a Hildebrandt (1972), zkráceně SH médium je druh živné půdy používané v explantátových kulturách při kultivaci leguminóz. Bylo vyvinutou za účelem rozvoje a kultivace kalusu jednoděložných i dvouděložných rostlin. Ionty Ca2+, Mg2+ a H2PO4− mají podobnou koncentraci jako B5 médium. Vyšší koncentrace může způsobovat ihnibici (zpomalení) růstu.